# Terazaki Kōgyō
Terazaki Kōgyō (寺崎広業, Kougyou Terazaki) (Dewa, Japon, 1866 — 1919) est un peintre et dessinateur japonais.

## Biographie

### Jeunesse et formation
Terazaki Kōgyō naît dans l'ancienne province de Dewa (l'actuelle préfecture d'Akita) le 25 février 1866. Il est le fils d'un chef samouraï et son grand-père a servi le domaine d'Akita en tant qu'officier samouraï de haut rang (karō). Après la restauration de Meiji, le père de Terazaki échoue dans les affaires et la famille connaît des difficultés.
Terazaki Kōgyō entame des études de peinture sous la direction de Komuro Hidetoshi, qui appartient à l'école Kanō. Il se rend ensuite à Tokyo où il devient en 1888 l'élève de Suian Hirafuku (ja), de l'école Shijō, puis de Hakuryu Sugawara (d), peintre nan-ga,. Kōgyō est ensuite découvert par Okakura Kakuzō, directeur de l'École des beaux-arts de Tokyo, qui lui propose un poste de professeur assistant en 1898. Malheureusement, Okakura est mis à l'écart de l'institution un an plus tard, ce qui pousse Kōgyō à prendre lui aussi ses distances.

### Carrière d'enseignant
Okakura crée la même année le Nihon Bijutsu-in (日本美術院, litt. « Institut (privé) d'art du Japon »), consacré au nihonga, un style cherchant à renouveler la peinture japonaise traditionnelle, en réaction à son « occidentalisation » entamée sous l'ère Meiji. Kōgyō intègre le corps enseignant, de même que de plusieurs autres artistes tels que Hashimoto Gahō, Yokoyama Taikan et Shimomura Kanzan.
En 1901, Kōgyō obtient un poste de professeur titulaire à l'école des Beaux-Arts de Tokyo, puis rejoint l'armée impériale japonaise en tant que peintre lorsque la guerre russo-japonaise éclate en 1904.

### Carrière d'artiste
À la suite d'un incendie dans lequel Kōgyō perd toutes ses possessions en 1893, l'artiste opère un virage radical dans sa carrière, en décidant de rompre avec la peinture traditionnelle.
Il réalise alors de nombreux kuchi-e, des frontispices pour la maison d'édition Hakubunkan ainsi que pour la revue littéraire Bungei Kurabu (ja) (文芸倶楽部) entre 1897 et 1912. Pendant la guerre russo-japonaise, il crée des senso-e (ja) (戦争絵, litt. « estampe de guerre ») ainsi que des illustrations lithographiques.
Kōgyō réalise de nombreux tableaux historiques de l'ère Meiji, mais ses principaux sujets sont des vues de paysages.
En 1907, il envoie ses œuvres à la première Bunten, l'exposition organisée par l'Académie japonaise des arts, dont il devient le juge et participe à nouveau comme artistes dans des éditions ultérieures. Peintre prolifique de Bijin-ga (美人画, litt. « peintures de belles personnes ») (et plus précisément de belles femmes), il contribue à l'établissement du genre dans cette exposition.

### Dernières années
En 1917, Kōgyō reçoit le titre honorifique d'Artiste de la maison impériale (en),.
Terazaki Kōgyō tombe malade peu après et meurt le 21 février 1919, un décès qui aurait été constaté par son demi-frère Nobuo Sato, oto-rhino-laryngologiste, en prenant son pouls. Selon Honcho Gajinden de Shōfu Muramatsu, il s'agissait d'un cancer de la gorge,. Pas moins de 3 000 personnes auraient assisté à ses funérailles, qui ont eu lieu au temple Sōsen-ji (ja), à Tokyo.

## Œuvres

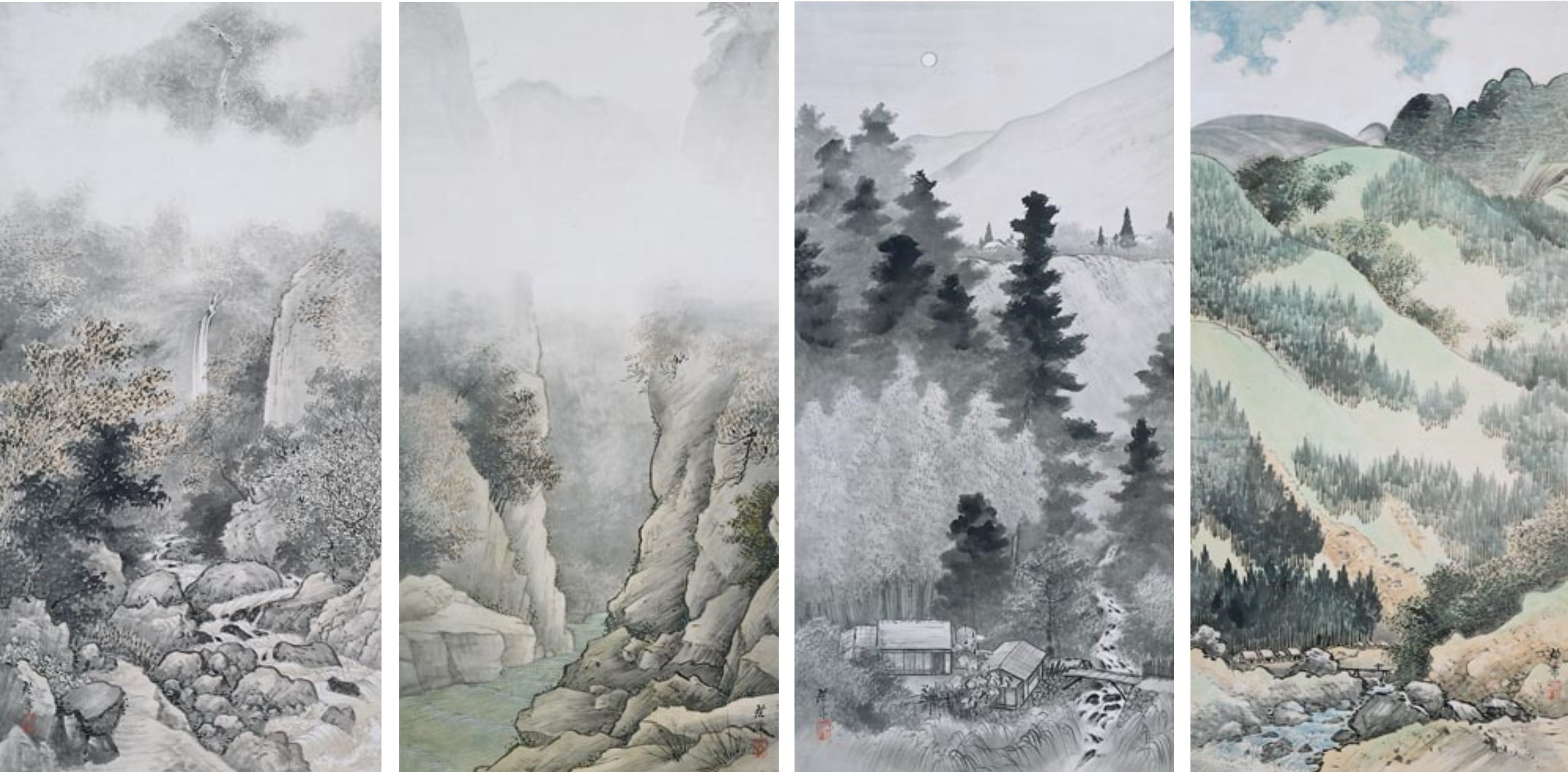
Quatre gorges pendant quatre saisons (1909).
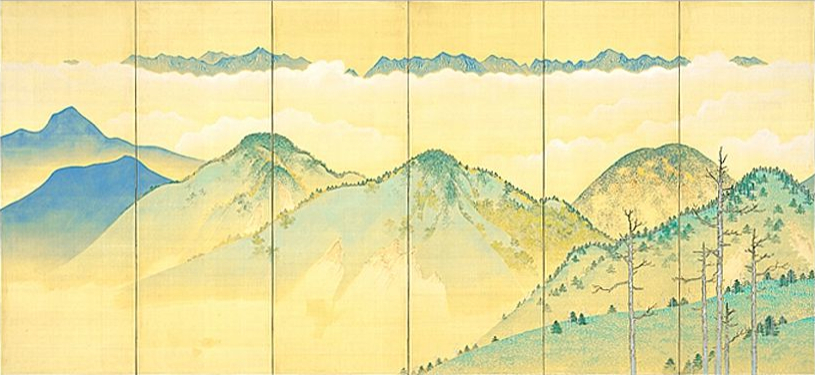
Automne clair en haute montagne (1914).
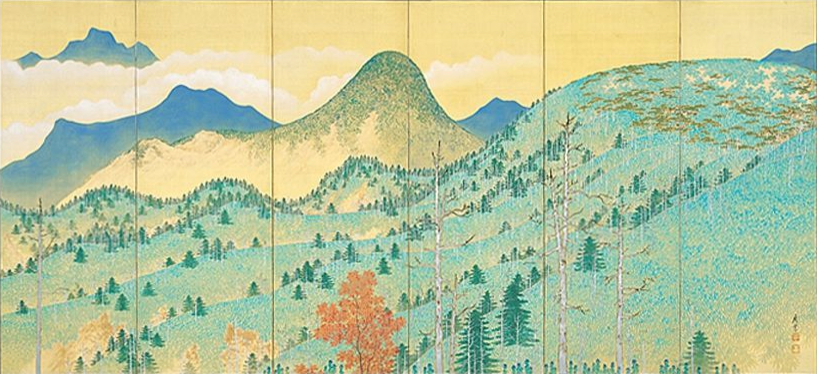
Automne clair en haute montagne (1914).
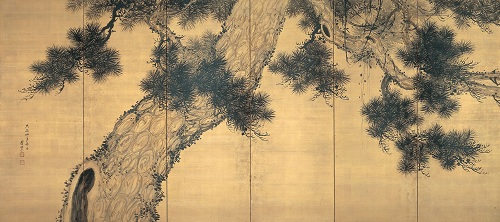
Parapluie avec pins (n. d.).
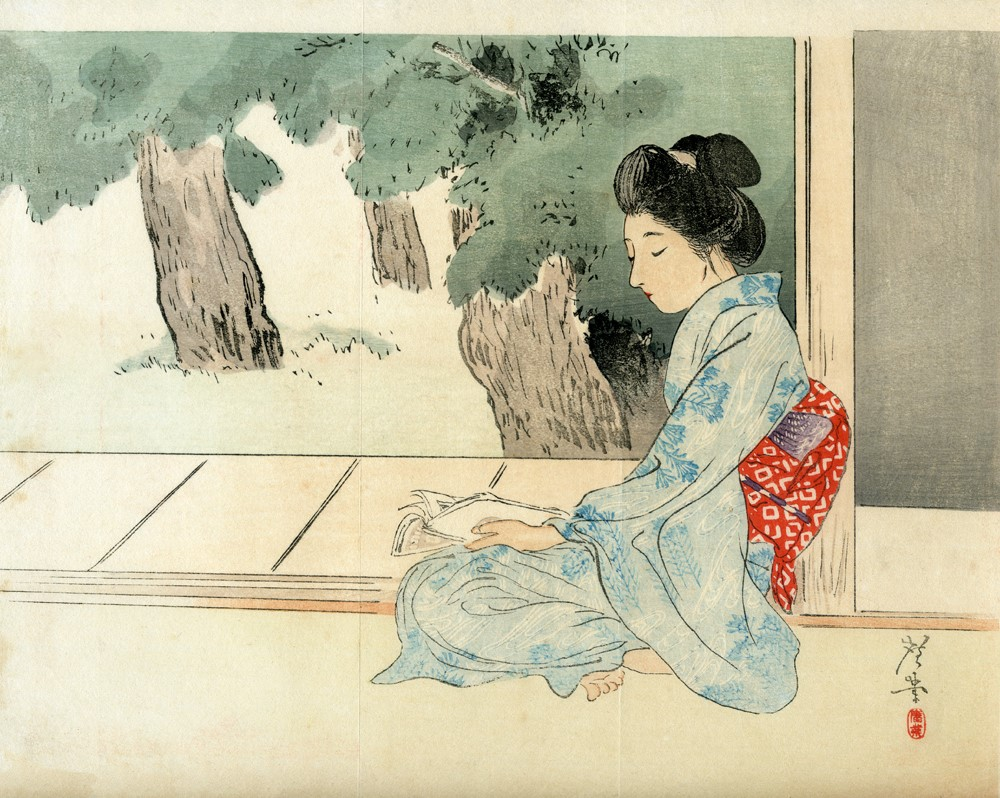
Femme lisant (n. d.).
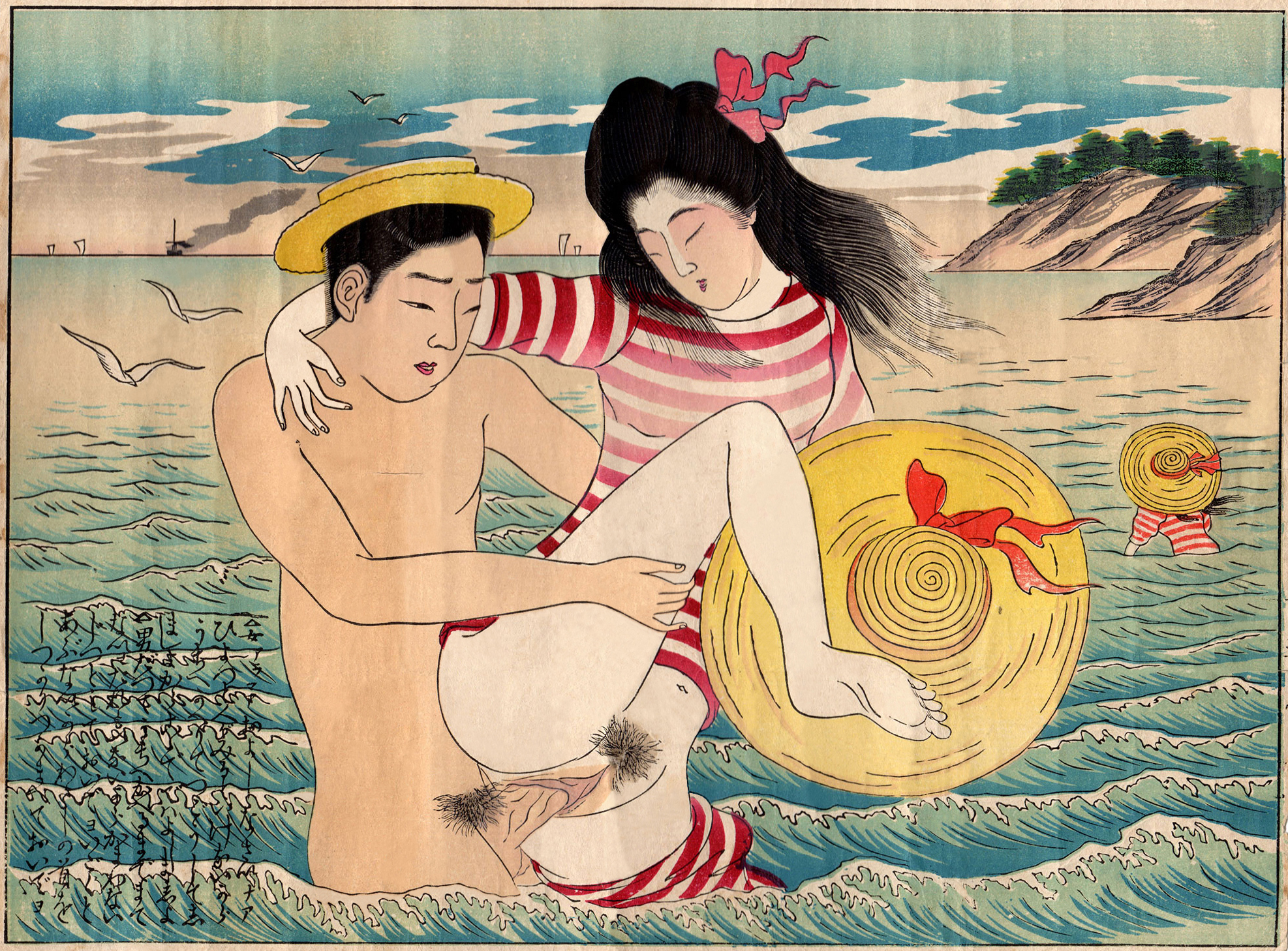
Promesses d'Izumo (shunga de 1899).
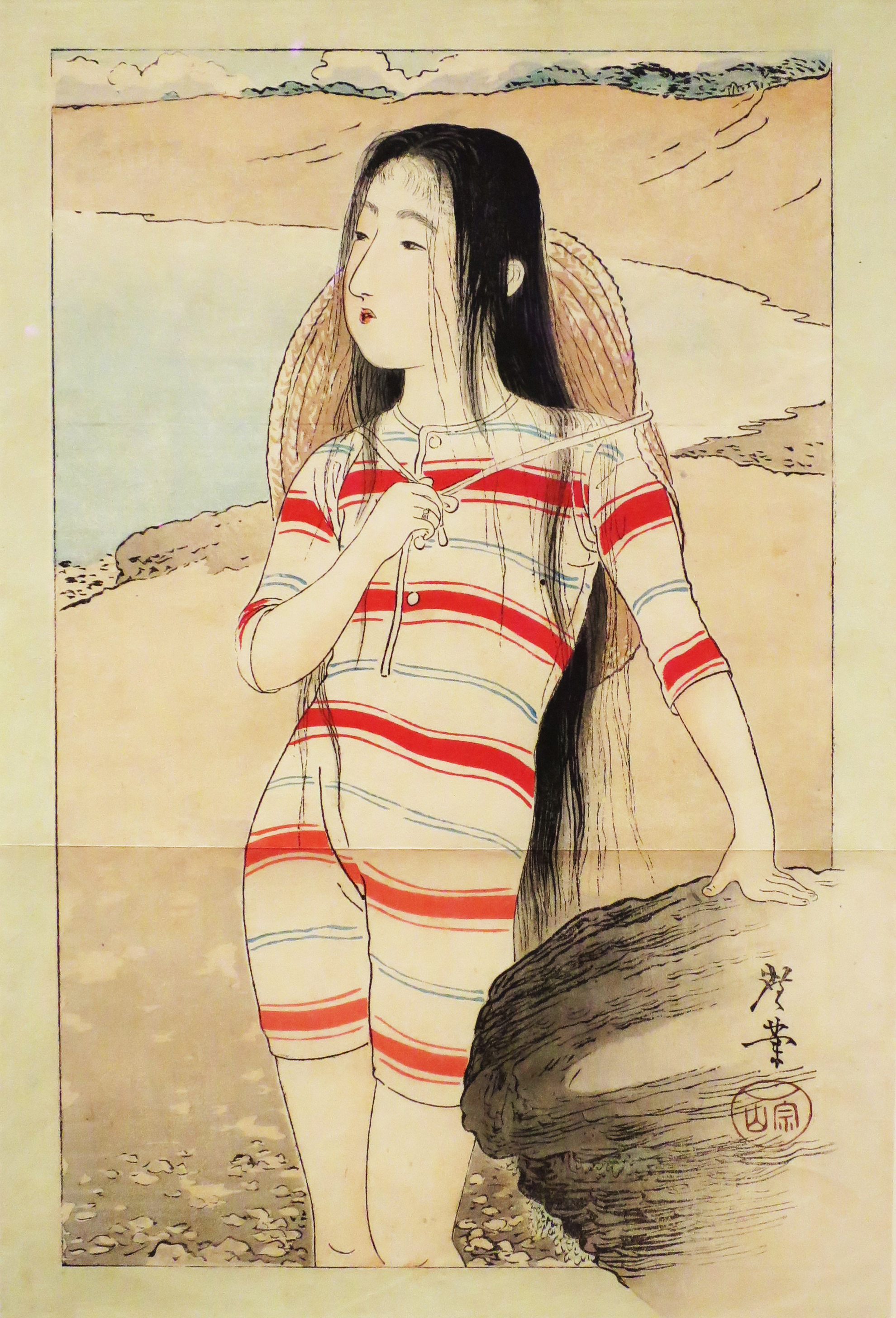
Beauté se baignant (bijin-ga de 1902).